# Puccinia psidii
Puccinia psidii är en svampart som beskrevs av Georg Winter 1884. Puccinia psidii ingår i släktet Puccinia och familjen Pucciniaceae.   Inga underarter finns listade i Catalogue of Life.

## Källor

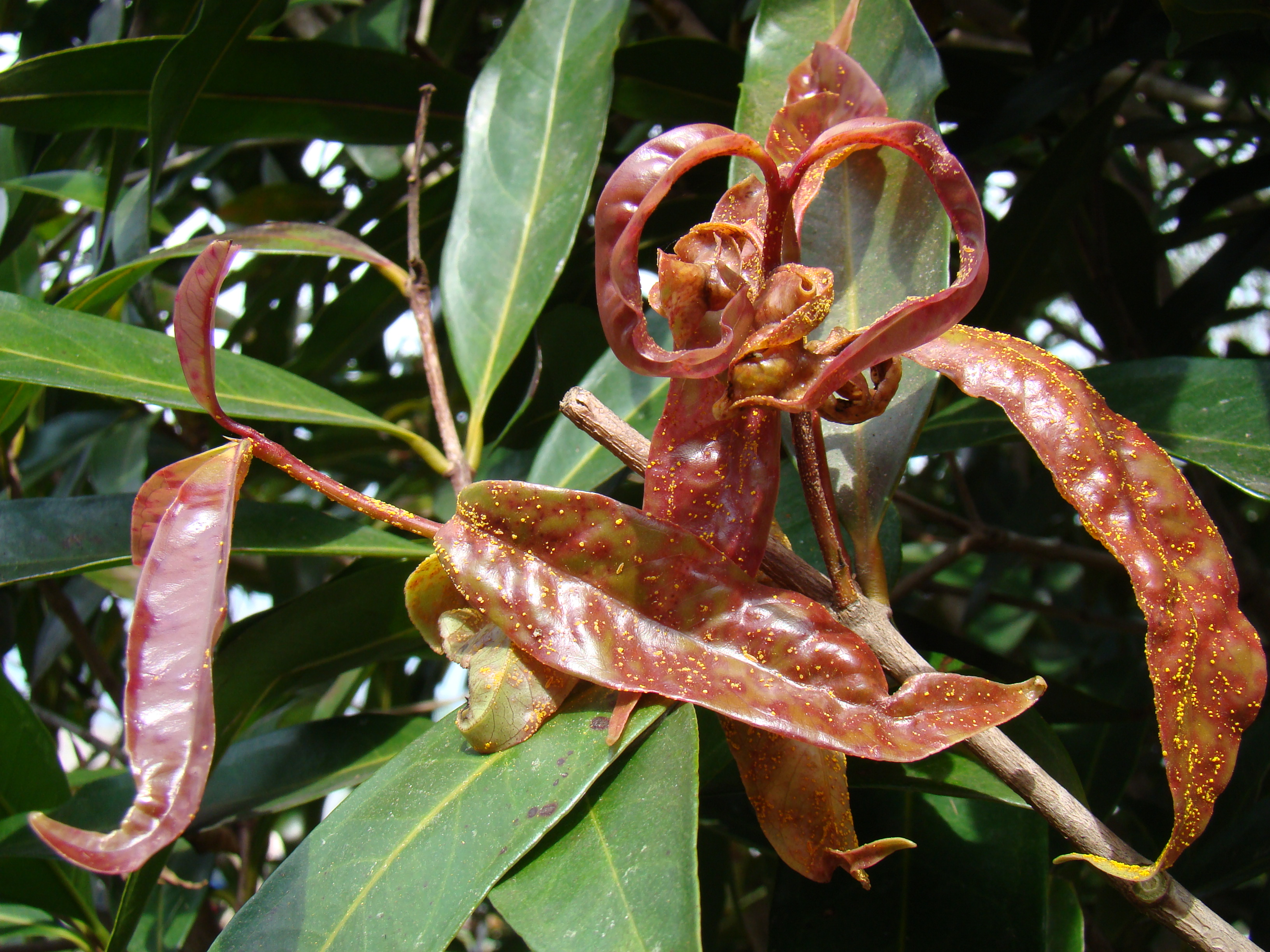
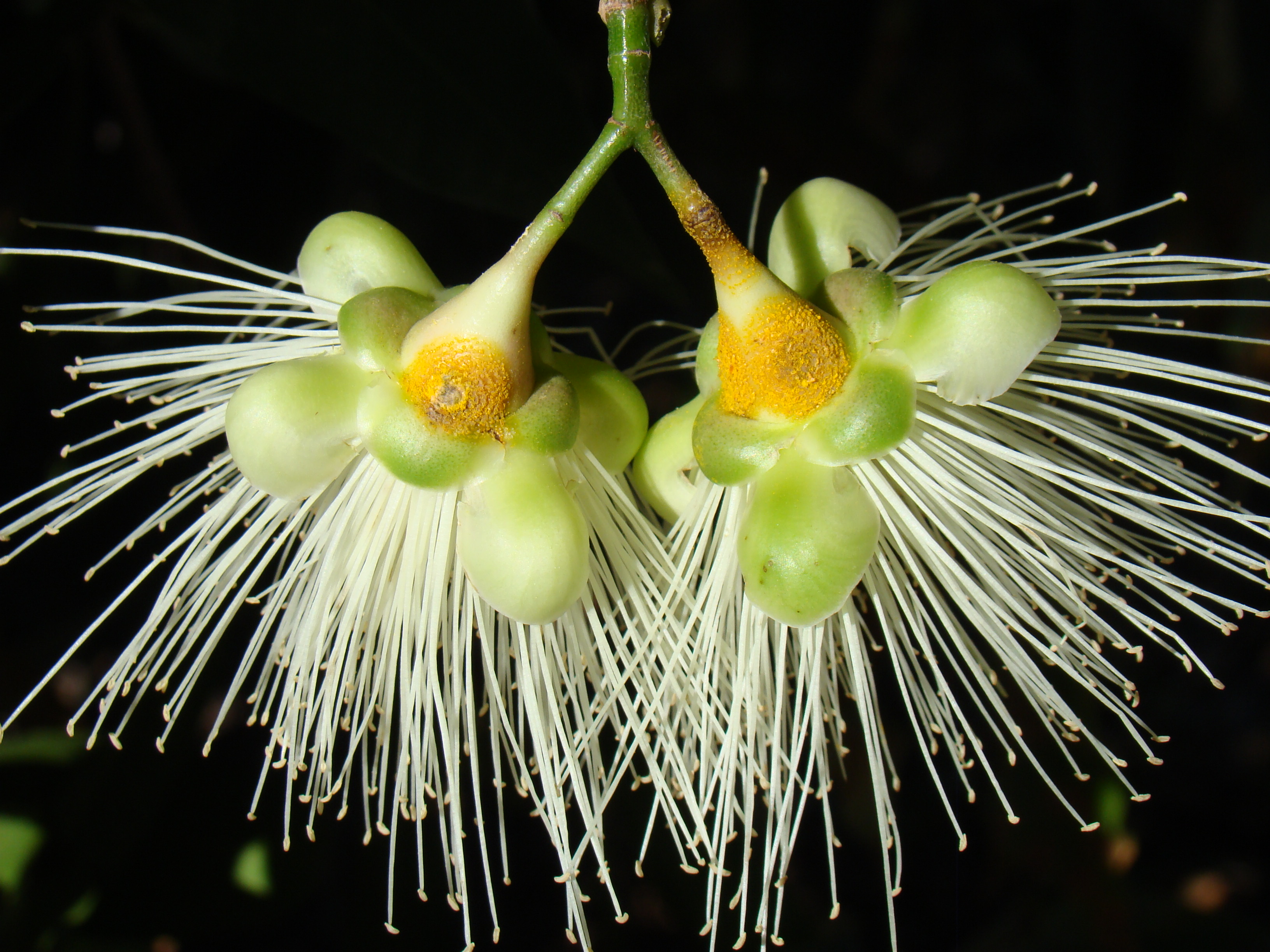
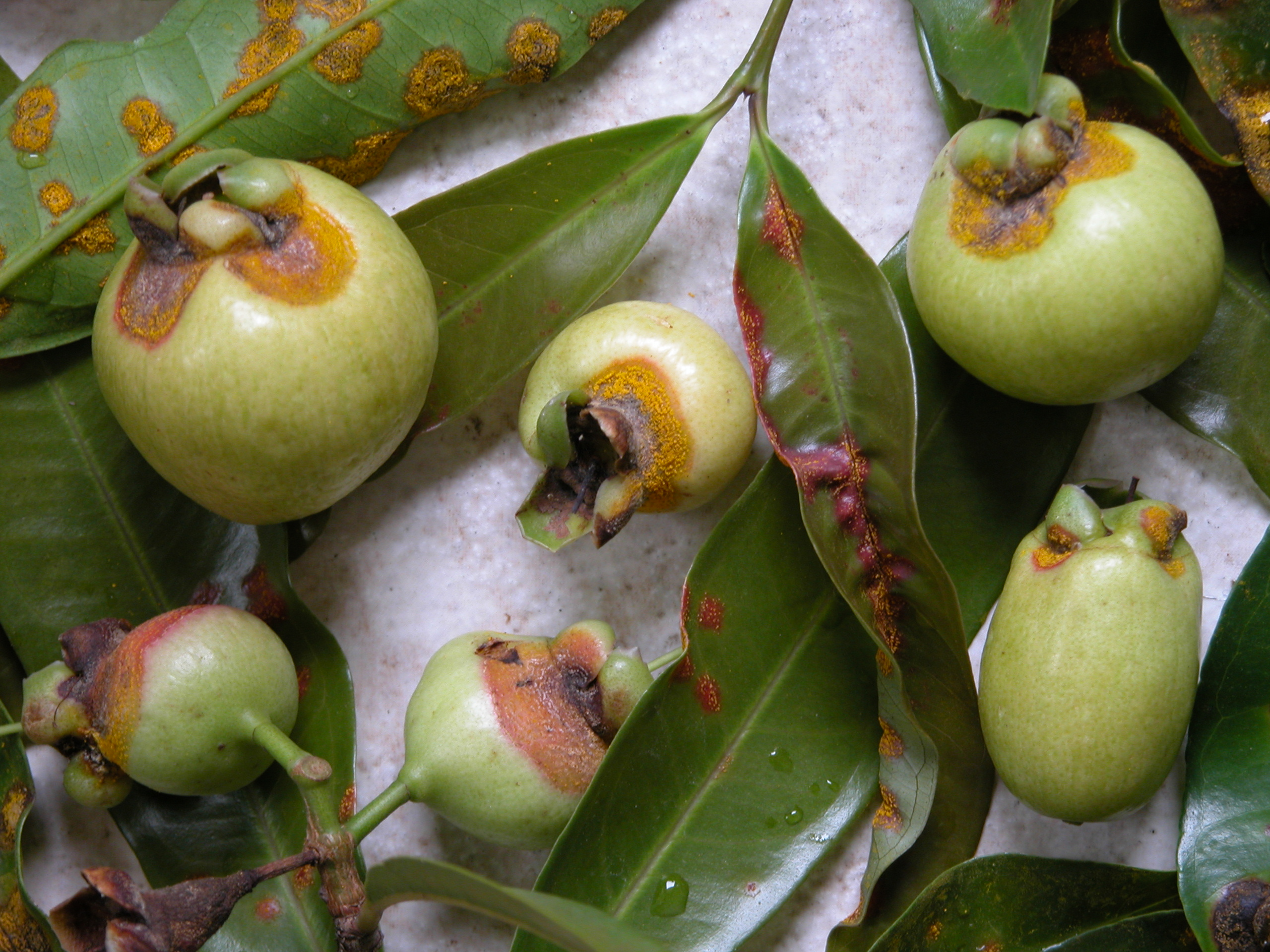